# Volkslied van de Russische Federatie
| Volksliederen van Rusland en de Sovjet-Unie | Volksliederen van Rusland en de Sovjet-Unie |
| ------------------------------------------- | ------------------------------------------- |
| (1791)                                      | Grom pobedy, razdavajsja!                   |
| 1815                                        | Gebed van de Russen                         |
| 1833                                        | God, behoed de tsaar!                       |
| 1917                                        | Arbeidersmarseillaise                       |
| 1918(±)                                     | De Internationale                           |
| 1944                                        | Volkslied van de Sovjet-Unie                |
| 1991                                        | Patriottenlied                              |
| 2000                                        | Volkslied van de Russische Federatie        |

Het Volkslied van de Russische Federatie (Russisch: Гимн Российской Федерации, Gimn Rossijskoj Federatsii) werd in 2000 ingesteld door Vladimir Poetin. De muziek is dezelfde als die van het Volkslied van de Sovjet-Unie, voorzien van een nieuwe tekst. Het vorige volkslied, het Patriottenlied, ingesteld door Boris Jeltsin, was nooit erg populair.
De muziek is geschreven door Aleksandr Aleksandrov en de tekst door Sergej Michalkov, die ook mede-auteur was van de tekst van het Volkslied van de Sovjet-Unie, waarvan hij de tekst bijna 60 jaar eerder schreef.

## Tekst

### Russische versie
| Cyrillische | Transliteratie | IPA-transcriptie |
| Россия – священная наша держава, Россия – любимая наша страна. Могучая воля, великая слава – Твоё достоянье на все времена! Припев: Славься, Отечество наше свободное, Братских народов союз вековой, Предками данная мудрость народная! Славься, страна! Мы гордимся тобой! От южных морей до полярного края Раскинулись наши леса и поля. Одна ты на свете! Одна ты такая – Хранимая Богом родная земля! Припев Широкий простор для мечты и для жизни, Грядущие нам открывают года. Нам силу даёт наша верность Отчизне. Так было, так есть и так будет всегда! Припев | Rossiya — svyashchennaya nasha derzhava, Rossiya — lyubimaya nasha strana. Moguchaya volya, velikaya slava — Tvoyo dostoyanye na vse vremena! Pripev: Slav'sya, Otechestvo nashe svobodnoye, Bratskikh narodov soyuz vekovoǐ, Predkami dannaya moedrost narodnaya! Slav'sya, strana! My gordimsya toboǐ! Ot yuzhnykh moreǐ do polyarnogo kraya, Raskinulis nashi lesa i polya. Odna ty na svete! Odna ty takaya — Khranimaya Bogom rodnaya zemlya! Pripev Shirokiǐ prostor dlya mechty i dlya zhizni, Gryadushchiye nam otkryvayut goda. Nam silu dayot nasha vernost Otchizne. Tak bylo, tak yest i tak budet vsegda! Pripev | [rɐˈsʲijə svʲɪˈɕːɛnːəjə ˈnaʂə dʲɪrˈʐavə] [rɐˈsʲijə lʲʉˈbʲiməjə ˈnaʂə strɐˈna] [mɐˈɡutɕɪjə ˈvolʲə vʲɪˈlʲikəjə ˈslavə] [tvɐˈjɵ dəstɐˈjænʲjə nɐ ˈfsʲɛ vrʲɪmʲɪˈna] [prʲɪˈpʲef] [ˈslafʲsʲə ɐˈtʲetɕɪstvə ˈnaʂɨ svɐˈbodnəjə] [ˈbratskʲɪx nɐˈrodəf sɐˈjus vʲɪkɐˈvoj] [ˈprʲɛtkəmʲɪ ˈdanːəjə ˈmudrəsʲtʲ nɐˈrodnəjə] [ˈslafʲsʲə strɐˈna ˈmɨ ɡɐrˈdʲimsʲə tɐˈboj] [ɐt ˈjuʐnɨx mɐˈrʲej də pɐˈlʲarnəvə ˈkrajə] [rɐsˈkʲinʊlʲɪsʲ ˈnaʂɨ lʲɪˈsa ˈi pɐˈlʲa] [ɐdˈna ˈtɨ nɐ ˈsvʲetʲɪ ɐdˈna ˈtɨ tə'kajə] [xrɐˈnʲiməjə ˈboɡəm rɐdˈnajə zʲɪmˈlʲa] [prʲɪˈpʲef] [ʂɨˈrokʲɪj prɐˈstor dlʲa mʲɪtɕˈtɨ ˈi dlʲa ˈʐɨzʲnʲɪ] [ɡrʲɪˈduɕːɪjə ˈnam ɐtkrɨˈvajʊt ɡɐˈda] [ˈnam ˈsʲilʊ dɐˈjɵt ˈnaʂə ˈvʲɛrnəsʲtʲ ɐˈtɕːizʲnʲɪ] [ˈtaɡ ˈbɨlə ˈtak ˈjesʲtʲ ˈi ˈtaɡ ˈbudʲɪt fsʲɪɡˈda] [prʲɪˈpʲef] |

### Nederlandsevertaling
Rusland – onze heilige macht,
Rusland – ons geliefde land.
Een machtige wil, een grote heerlijkheid,
De jouwe voor altijd.
Refrein:
Wees glorieus, ons Vaderland,
Oude vereniging van broederlijke volkeren,
Voorvader gegeven wijsheid van het volk!
Wees glorieus, ons land! Wij zijn trots op jullie!
Vanaf de zuidelijke zeeën tot het poolgebied,
Verspreid onze bossen en velden.
U bent er een van de wereld! U bent er een van-
Inheems land, beschermd door God!
Refrein
Brede ruimte voor dromen en voor het leven,
Is geopend voor de komende jaren.
Geeft ons de kracht, trouw aan het vaderland,
Zo was het, zo is het en zo zal het altijd zijn!
Refrein.